# Strathlene
Strathlene est une localité de Moray, en Écosse.
C'était un port de pêche au saumon, devenu site touristique dans les années 1930, qui a vu la construction d'une piscine, aujourd'hui fermée. On y trouve un terrain de golf qui a été fondé en 1877.